# Charles Beslay
Charles Victor Beslay (Dinan, 5 luglio 1795 – Neuchâtel, 30 marzo 1878) è stato un politico francese.

## Biografia
Figlio di Charles Hélène Bernardin Beslay, un politico che percorse tutte le legislature, dall'Impero napoleonico alla Restaurazione fino alla monarchia di Luigi Filippo, fu ingegnere e consigliere generale del Morbihan nel 1830. Conobbe Proudhon e ne divenne amico e seguace. Eletto deputato nel 1831 e nel 1834, non rieletto nel 1837, si trasferì da Pontivy, dove viveva, a Parigi, aprendo un'officina meccanica.
Con la Rivoluzione del 1848 fu commissario della Repubblica nel Morbihan e venne eletto all'Assemblea costituente, dove tenne una posizione conservatrice, votando contro l'abolizione della pena di morte, contro l'imposta progressiva e contro il diritto al lavoro, mentre fu favorevole alla repressione della rivolta operaia del giugno 1848.
Non rieletto nel 1849, sotto il Secondo Impero fondò una banca di sconto che fallì. Nel 1866 aderì alla I Internazionale. Durante l'assedio di Parigi del 1870 fu delegato del Comitato centrale dei venti arrondissement municipali e il 26 marzo fu eletto al Consiglio della Comune come membro della commissione finanze e delegato alla Banca di Francia: «troppo liberale o troppo borghese per immaginare che fosse necessario che la Comune prendesse il controllo della Banca, egli si preoccupò soltanto d'intrattenere buoni rapporti con il vice-governatore De Plœuc, il quale vedeva in lui solo un uomo la cui immaginazione era priva di contrappesi e si cullava nell'utopia».
Fu sempre contrario alle misure rivoluzionarie della Comune e, alla sua caduta, Thiers lo ricompensò permettendogli di lasciare indisturbato la Francia. Il Consiglio di guerra, incaricato di perseguire tutti coloro che avevano partecipato a vario titolo alla Comune, il 9 dicembre 1872 dichiarò il non-luogo a procedere contro di lui. Si stabilì a Neuchâtel, in Svizzera, dove scrisse le sue Memorie.

## Scritti
- 1830-1848-1870: Mes souvenirs, Paris, Sandoz et Fischbacher, 1873